# Lammerita
La lammerita és un mineral de la classe dels fosfats. Rep el seu nom de Franz Lammer (1914-1997), col·leccionista de minerals de Leoben, Àustria, qui va proporcionar el primer exemplar per al seu estudi.

## Característiques
La lammerita és un fosfat de fórmula química Cu₃(AsO₄)₂. Cristal·litza en el sistema monoclínic. La seva duresa a l'escala de Mohs es troba entre 3 i 4. És un mineral dimorf de la lammerita-β. Pot formar una solució sòlida amb el seu possible anàleg fosfat: UM1984-21-PO: AsCu.
Segons la classificació de Nickel-Strunz, la lammerita pertany a «08.AB - Fosfats, etc. sense anions addicionals, sense H₂O, amb cations de mida mitjana» juntament amb els següents minerals: farringtonita, ferrisicklerita, heterosita, litiofilita, natrofilita, purpurita, sicklerita, simferita, trifilita, karenwebberita, sarcòpsid, chopinita, beusita, graftonita, xantiosita, lammerita-β, mcbirneyita, stranskiïta, pseudolyonsita i lyonsita.

## Formació i jaciments
Va ser descoberta a la mina Laurani, al districte homònim de la província d'Aroma, al Departament de La Paz, Bolívia. També ha estat descrita a Xile, Àustria, Alemanya, Rússia i Namíbia.